# Самойленко, Анатолий Михайлович (Герой Социалистического Труда)
Анатолий Михайлович Самойленко — работник сельского хозяйства, механизатор, Герой Социалистического Труда.

## Биография
Родился 10 февраля 1938 года в городе Днепропетровск. После службы в рядах Советской армии осваивал целинные и залежные земли в Казахстане, трудился механизатором. Член КПСС. За высокие достижения в труде в 1957 году А. М. Самойленко был награждён медалью «За освоение целинных земель», орденом «Знак почета» в 1967 году. В 1972 году получил орден «Трудового красного знамени».
После переезда в Крым в период с 1977 по 1993 год Анатолий Михайлович работал в совхозе «Рисовый» Раздольненского района.
В 1977 году возглавил молодёжную бригаду по кормопроизводству. За результаты социалистического соревнования был награждён орденом «Октябрьской революции». В 1980 году награждён серебряной медалью ВДНХ и золотой медалью «Лауреата Государственной премии».
За высокоэффективное использование техники, внедрение прогрессивных технологий и увеличение производства высококачественных кормов был в составе коллектива удостоен Государственной премии СССР за выдающиеся достижения в труде 1982 года.
За выдающиеся заслуги в получении высоких урожаев и дополнительного валового сбора при возделывании зерновых культур по интенсивным технологиям Указом Президиума Верховного совета СССР от 15 мая 1987 года, ему присвоено Звание Героя Социалистического труда с вручение ордена Ленина и золотой медали «Серп и молот».
В настоящее время на пенсии, живёт в Крыму, в Ботаническом сельском поселении.